# Uxelles

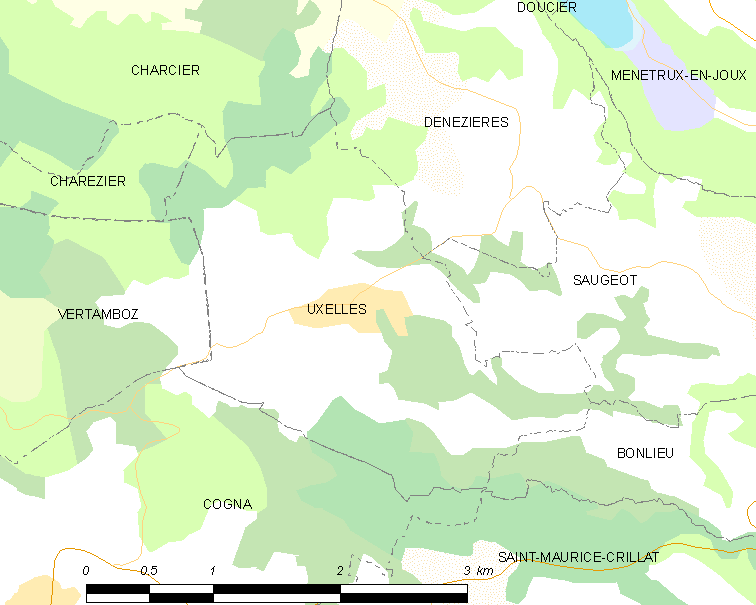

Uxelles ist eine französische Gemeinde im Département Jura in der Region Bourgogne-Franche-Comté.

## Geographie
Uxelles liegt auf 598 m, etwa 20 Kilometer ostsüdöstlich der Stadt Lons-le-Saunier (Luftlinie). Das Bauerndorf erstreckt sich im Jura, auf einer Anhöhe südlich des Baches Sirène auf dem Hochplateau von Champagnole zwischen der Combe d’Ain im Westen und den Ketten des Hochjuras im Osten.
Die Fläche des 5,27 km² großen Gemeindegebiets umfasst einen Abschnitt des französischen Juras. Das gesamte Gebiet befindet sich auf dem Hochplateau von Champagnole, dessen durchschnittliche Höhe auf 600 m liegt. Diese Hochfläche ist leicht gewellt, wobei mit 686 m auf einer Kuppe südöstlich des Dorfes die höchste Erhebung von Uxelles erreicht wird. Sie zeigt ein lockeres Gefüge von Wies- und Weideland respektive Wald. Entwässert wird das Plateau durch die Sirène und den unterhalb von Uxelles mündenden Seitenbach Ronay nach Westen zum Ain. 
Nachbargemeinden von Uxelles sind Charcier und Denezières im Norden, Saugeot und Bonlieu im Osten, Cogna im Süden sowie Vertamboz und Charézier im Westen.

## Geschichte
Spuren einer Römerstraße weisen auf eine frühe Begehung (und eventuell Besiedlung) des Gemeindegebietes hin. Das Gebiet von Uxelles wurde im 12. Jahrhundert gerodet und urbar gemacht. Seit dem Mittelalter gehörte die Ortschaft zur Baronie von Saint-Sorlin (bei Charézier). Zusammen mit der Franche-Comté gelangte Uxelles mit dem Frieden von Nimwegen 1678 an Frankreich.

## Sehenswürdigkeiten

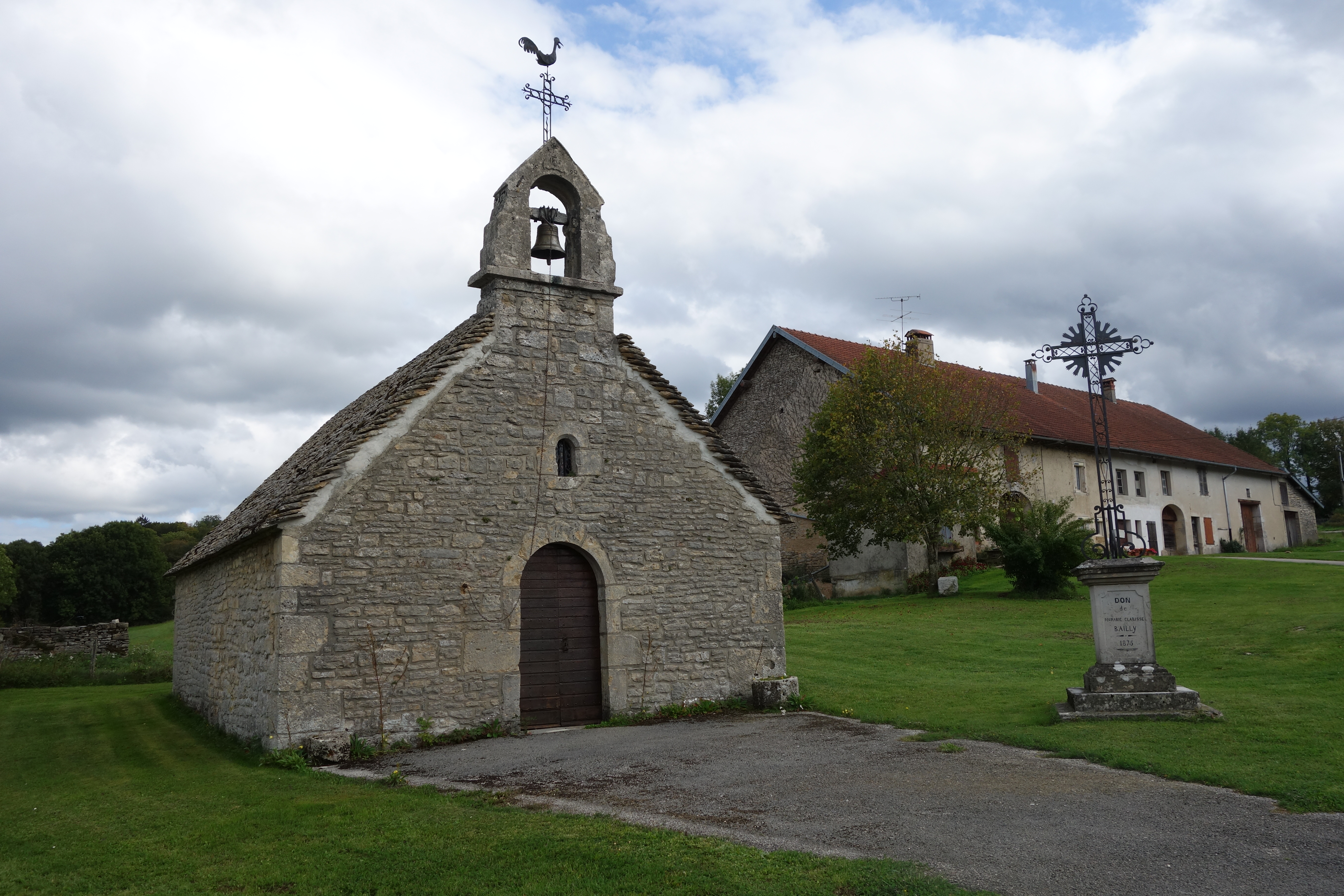
Kapelle Saint-Jean-de-la-Porte-Latine

Die Kapelle Saint-Jean-de-la-Porte-Latine von Uxelles wurde im 17. Jahrhundert erbaut.

## Bevölkerung
| Jahr                       | 1962 | 1968 | 1975 | 1982 | 1990 | 1999 | 2004 | 2018 |
| Einwohner                  | 41   | 47   | 35   | 47   | 44   | 39   | 55   | 57   |
| Quellen: Cassini und INSEE |      |      |      |      |      |      |      |      |

Mit 65 Einwohnern (Stand 1. Januar 2022) gehört Uxelles zu den kleinsten Gemeinden des Départements Jura. Nachdem die Einwohnerzahl in der ersten Hälfte des 20. Jahrhunderts deutlich abgenommen hatte (1886 wurden noch 131 Personen gezählt), wurden seit Beginn der 1960er Jahre nur noch geringe Schwankungen verzeichnet.

## Wirtschaft und Infrastruktur
Uxelles war bis weit ins 20. Jahrhundert hinein ein vorwiegend durch die Landwirtschaft, insbesondere Viehzucht und Milchwirtschaft geprägtes Dorf. Noch heute leben die Bewohner zur Hauptsache von der Tätigkeit im ersten Sektor. Außerhalb des primären Sektors gibt es nur wenige Arbeitsplätze im Dorf. Einige Erwerbstätige sind auch Wegpendler, die in den umliegenden größeren Ortschaften ihrer Arbeit nachgehen.
Die Ortschaft liegt abseits der größeren Durchgangsstraßen. Straßenverbindungen bestehen nach Clairvaux-les-Lacs, Vertamboz, Denezières und Saugeot.